# Ampelocissus acapulcensis
Ampelocissus acapulcensis là một loài thực vật hai lá mầm trong họ Nho. Loài này được (Kunth) Planch. miêu tả khoa học đầu tiên năm 1887.